# KSK Oudegem
KSK Oudegem is een Belgische voetbalclub uit Oudegem, een deelgemeente van Dendermonde. De club is aangesloten bij de KBVB met stamnummer 7731 en heeft wit-blauw als kleuren. De club speelt in de provinciale reeksen.

## Geschiedenis
In de 20ste eeuw waren in Oudegem al enkele voetbalclubs actief, zoals Astra en Blue Star, maar deze verdwenen. Na tien jaar inactiviteit besloot men in 1972 opnieuw een club op te richten in het dorp. Men had geen infrastructuur of bestuur meer, maar onder impuls van André De Kimpe, Frans Veldeman en Paul Pensaert werd van nul herstart. Men sloot als Sportkring Oudegem aan bij de Belgische Voetbalbond onder stamnummer 7731 en nam wit en blauw, de kleuren van de gemeente, aan als clubkleuren. De eerste voorzitter werd Dr. Van Wambeke en de eerste trainer Roger De Brandt.
De club ging van start in Vierde Provinciale, het laagste niveau in 1972/73. De volgende decennia bleef de club in de provinciale reeksen spelen, tussen Vierde en Tweede Provinciale. In de jaren 70 klom SK Oudegem gestaag op tot in Tweede Provinciale, maar in de jaren 80 kende de club een terugval naar het laagste niveau. Ook in de jaren 90 ging de club heen en weer tussen deze provinciale niveaus. In 1999/00 keerde men terug in Tweede Provinciale. Het beste resultaat kwam er in het seizoen 2000/01, toen men onder leiding van trainer Wim Waegeman derde werd in Tweede Provinciale.
In het seizoen 2005/06 trad de club voor het eerst in haar bestaan aan in de Beker van België. Op het veld van vierdeklasser Eendracht Aalter verloor SK Oudegem nipt. Na de reguliere speeltijd stond het 1-1 en in de penaltyreeks werd het uiteindelijk 5-4 voor E. Aalter. In het seizoen 2007/08 werd onder leiding van trainer Omer Van Praet een succesvolle campagne neergezet in de Beker Van Oost-Vlaanderen. Oudegem haalde er de finale en versloeg er Jong Lede met 2-1. In die periode verwierf de club ook een tweede terrein, dat als oefenterrein werd gebruikt.
In het seizoen 2008/09 startte men ook in de lagere provinciale reeksen met periodekampioenschappen. In 2009/10 werd Oudegem derde in de competitie en mocht zo naar de eindronde voor promotie naar Eerste Provinciale. Daar verloor men echter thuis met 0-2 van Svelta Melsele. In het seizoen 2010/11 zakte Oudegem na 11 jaar Tweede Provinciale terug naar Derde.
Na het seizoen 2015/2016 nam een nieuwe bestuursploeg over onder de deskundige leiding van Dhr Cappendyck. Er werd een nieuwe slogan gelanceerd "voor, door en met eigen jeugd" die de club de komende jaren hoopt waar te maken door eigen jeugd te laten doorstromen naar het Eerste Elftal.
Aan het einde van het seizoen 22/23 waren er een aantal wijzigingen in de bestuursploeg.
Op het einde van het seizoen 23/24 vierde de club het verwerven van zijn Koninklijke titel. De club heet voortaan KSK Oudegem.
De huidige voorzitter luistert naar de naam Rudy Coppens. Een gewaardeerd bestuurslid die al vele jaren aan de club verbonden is.
In het seizoen 25/26 zal KSKO in competitie treden met een A-elftal, beloften en een aantal jeugdploegen.